# إحسان وين
إحسان وين (3 مايو 1938 - ) محام باكستاني وناشط سياسي وأمين عام حزب عوامي الوطني. وهو عضو نشط في حزب عوامي الوطني منذ عام 1968، اعتقل عدة مرات بسبب معارضته للحكومتين العسكريتين لأيوب خان وضياء الحق. في 2002-2003 خدم لفترة وجيزة كرئيس بالنيابة لحزب عوامي الوطني بعد استقالة قيادة الحزب بعد هزيمة الحزب المفاجئة في الانتخابات العامة لعام 2002.